# Algues verdes
Els algues verdes o cloròfits (Chlorophyta) constitueixen una divisió que inclou unes 8.671 espècies d'organismes eucariotes aquàtics fotosinètics. De la mateixa manera que les plantes terrestres (Bryophyta i Tracheophyta), les algues verdes contenen clorofil·les a i b, i reserves com el midó contingut als plastidis. La principal característica que les diferencia de les plantes terrestres i similars és la manera de realitzar la mitosi. Els cloròfits es troben en ambients aquàtics, incloent-hi els marins, d'aigües dolces o salabroses. Estan emparentats amb els Charophyta i Embryophyta (plantes terrestres), i constitueixen conjuntament el grup Viridiplantae.
Conté tant espècies unicel·lulars com multicel·lulars. Mentre la majoria d'espècies viu en aigües dolces, un gran nombre ho fa en hàbitats marins, i altres espècies es troben adaptades a un ample rang d'entorns.

## Classes
- Classe Bryopsidophyceae Bessey
- Classe Chlorophyceae Wille
- Classe Pedinophyceae Moestrup
- Classe Pleurastrophyceae Mattox i K. D. Stewart
- Classe Prasinophyceae T. A. Chr. ex Ø. Moestrup i J. Throndsen
- Classe Trebouxiophyceae T. Friedl
- Classe Ulvophyceae K. R. Mattox i K. D. Stewart
- Classe Caryopoceae Jerry

Classificació d'acord amb Hoek, Mann i Jahns 1995:
- Prasinophyceae
- Chlorophyceae
- Ulvophyceae
- Cladophorophyceae
- Bryopsipophycese
- Dasycladophyceae
- Trentepoliophyceae
- Pleurastrophyceae (pleurastrals i prasiolals)
- Klebsormidiophyceae
- Zygnematophyceae
- Charophyceae

Classificació d'acord amb Bold i Wynne (Introduction to the Algae, segona edició, Prentice Hall NJ):
- Volvocales
- Tetrasporales
- Chlorococcales
- Chlorosarcinales
- Ultrichales
- Sphaeropleales
- Chaetophorales
- Trentepohliales
- Oedogoniales
- Ulvales
- Cladophorales
- Acrosiphoniales
- Caulerpales
- Siphonocladales
- Dasycladales

## Usos
- A Sibèria occidental, s'utilitzen les algues verdes filamentoses per a fer paper o material aïllant i de construcció.
- En biotecnologia, s'utilitzen les algues verdes cocals per la seva activitat fotosintètica i la facilitat a l'hora de cultivar-les en massa. Les investigacions en aquest camp van encaminades a obtenir complements vitamínics per a l'alimentació humana o combustibles que puguin substituir els fòssils.
- S'utilitzen "reactors d'algues" per a efectuar intercanvi de gasos (diòxid de carboni per oxigen en la fotosíntesi); aquestes instal·lacions s'han provat en vehicles espacials.
- Algunes són comestibles i es fan servir a la indústria alimentària.